# Teatro antiguo de Tarquimpol
El teatro antiguo de Tarquimpol es un edificio de espectáculos construido en la ciudad de Decempagi, actual Tarquimpol, en el departamento de Mosela.
Revelado por fotografía aérea en 1981, este teatro, probablemente de 117 m de diámetro, podía albergar hasta 16 000 personas. Sus restos, así como los del yacimiento arqueológico de Tarquimpol, fueron clasificados como monumentos históricos en 1930.

## Localización

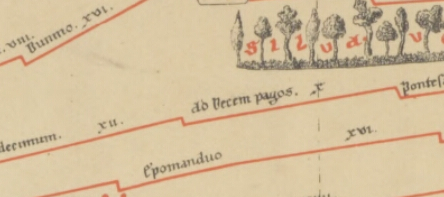
Decempagi en la Tabula Peutingeriana.

Tarquimpol fue en la antigüedad, con el nombre de Decempagi, un antiguo asentamiento y ciudad de paso en la vía romana de Metz a Estrasburgo. Como tal, se menciona bajo el nombre de ad Decem Pagos en la Tabula Peutingeriana; aparece bajo el nombre de Decempagi en el Itinerario de Antonino.
La antigua ciudad se desarrolló en gran parte bajo el pueblo moderno, pero también se extendió al norte de éste, en la península del estanque de Lindre. Esta zona contiene un centro monumenta que incluye, además del teatro, un sector urbanizado organizado según un plan ortogonal, así como quizás un templo.

## Historia
La cronología del teatro, construido durante el Alto Imperio romano, es desconocida. En cualquier caso, no es el primer edificio construido en la zona, ya que su cávea borra la mampostería de un edificio anterior, de unos cien metros de longitud y conocido por tres muros paralelos que terminan en una construcción trapezoidal. Durante la época tardorromana (finales del siglo III o principios del IV), cuando la ciudad estaba rodeada por una muralla, el teatro quedaba fuera de la zona protegida. Tras su abandono, el teatro fue desmantelado y sus piedras se utilizaron seguramente en varios edificios de la región.
Aunque el antiguo emplazamiento de Tarquimpol se conoce desde mediados del siglo XVIII gracias a Félix Le Royer de La Sauvagère y fue asimilado a Decempagi por Jean-Louis Dugas de Beaulieu en 1843, no fue hasta 1981 cuando se reveló la presencia del teatro mediante una prospección aérea.
El conjunto del antiguo emplazamiento está catalogado como monumento histórico desde el 16 de febrero de 1930, siendo las parcelas que contienen los restos del teatro propiedad del consejo departamental del Mosela.

## Descripción
Los datos sobre el teatro se basan únicamente en la interpretación de fotografías aéreas tomadas desde la década de 1980. Aunque en 1982 se consideró que el monumento era un anfiteatro con una cávea que probablemente estaba incompleta, parece más probable que se trate de un teatro de arena.
La cávea tiene la forma de un semicírculo ligeramente sobredimensionado de 117 m de diámetro, con una orchestra cuyo diámetro puede estimarse en unos 45 m. En el centro de esta arena, un espacio de 30 m de diámetro (conistra) puede haber sido habilitado para los combates. El aforo del monumento se estima en 16 000 espectadores, ciertamente muy superior al del asentamiento.
El teatro está construido en un terreno plano; no tiene ningún relieve en el que apoyar sus gradas y todas sus estructuras son aéreas. Muros anulares y muros radiales delimitan los casetones que sostienen la cávea, para los que no aparece ningún vomitorio.